# Crothersville
Crothersville és una població dels Estats Units a l'estat d'Indiana. Segons el cens del 2000 tenia 1.570 habitants.

## Demografia
Segons el cens del 2000, Crothersville tenia 1.570 habitants, 648 habitatges, i 458 famílies. La densitat de població era de 531,7 habitants per km².
Dels 648 habitatges en un 30,7% hi vivien nens de menys de 18 anys, en un 53,5% hi vivien parelles casades, en un 11,9% dones solteres, i en un 29,2% no eren unitats familiars. En el 25,6% dels habitatges hi vivien persones soles l'11,9% de les quals corresponia a persones de 65 anys o més que vivien soles. El nombre mitjà de persones vivint en cada habitatge era de 2,42 i el nombre mitjà de persones que vivien en cada família era de 2,86.
Per edats la població es repartia de la següent manera: un 24,5% tenia menys de 18 anys, un 8,5% entre 18 i 24, un 29,4% entre 25 i 44, un 23,1% de 45 a 60 i un 14,5% 65 anys o més.
L'edat mediana era de 37 anys. Per cada 100 dones de 18 o més anys hi havia 91,7 homes.
La renda mediana per habitatge era de 32.768$ i la renda mediana per família de 36.776$. Els homes tenien una renda mediana de 29.856$ mentre que les dones 21.486$. La renda per capita de la població era de 18.182$. Entorn del 7,3% de les famílies i el 8,8% de la població estaven per davall del llindar de pobresa.

## Poblacions més properes
El següent diagrama mostra les poblacions més properes.